# Хистон
Хистоните са обширен клас силно алкални протеини, намиращи се в ядрата на еукариотните клетки. Те подреждат ДНК в структурни единици, наричани нуклеозоми. Те са главните протеинови съставки на хроматина, действащи като макари, около които се навива ДНК, и играещи роля в регулацията на генната експресия. Без наличието на хистони, развитата ДНК в хромозомите би била много дълга. Например, всяка човешка диплоидна клетка (съдържаща 23 двойки хромозоми) има общо 1,8 метра ДНК.
Хистоните са открити през 1884 г. от Албрехт Косел. Съществуват пет типа хистони: H1/Н5, H2A, H2B, H3 и H4. В хроматина, хистоните съставляват 25 – 40% от сухото тегло.